# Gachiakuta – Weggeworfen wie Müll
Gachiakuta – Weggeworfen wie Müll (jap. ガチアクタ Gachi Akuta) ist eine Manga-Serie von Kei Urana, die seit 2022 in Japan erscheint. Die Graffiti-Designs im Manga stammen von Hideyoshi Ando. Die Dark-Fantasy- und Action-Serie wurde ins Deutsche und Englische übersetzt und soll 2025 eine Anime-Adaption erhalten.

## Inhalt
Da sein Vater ein Schwerverbrecher war, muss auch Rudo in den Slums leben. Hier leben alle, die von der reichen Gesellschaft ausgestoßen wurden, weil sie Kriminelle sind oder von ihnen abstammen. Er durchsucht den Müll nach Brauchbarem, um zu überleben und seinem Ziehvater Regto oder seiner Freundin Chiwa etwas schenken zu können. Doch selbst das bringt ihn in Gefahr, da das Durchwühlen des Mülls verboten ist. Und es bringt ihm die Verachtung der anderen im Slum ein. Eines Tages finden er und Chiwa Regto ermordet auf und die kurz darauf eintreffende Polizei beschuldigt Rudo. Selbst Chiwa glaubt nicht an seine Unschuld. Er wird zum Tode verurteilt und zusammen mit dem Müll, wie andere Verurteilte auch, in den Abgrund geworfen, der Hölle genannt wird. Durch den Sturz kommt er jedoch nicht um, sondern wacht in einer anderen Welt unter seiner auf. Hier leben gefährliche Müllmonster und er trifft einen „Putzmann“, der Rudo vor den Monstern rettet und dann verschleppt. Er erklärt ihm seine neue Umgebung und lädt ihn ein, auch ein „Putzmann“ zu werden. Diese Organisation setzt ihre Fähigkeiten ein, um mit ihren einzigartigen Waffen die Müllmonster zu jagen. Seine Erlebnisse und Begegnungen lassen ihn die Welt, wie er sie bisher kannte, in Frage stellen. Und er schwört, sich an den Menschen der oberen Gesellschaft zu rächen.

## Veröffentlichung
Der Manga wird seit Februar 2022 im Shōnen Magazine von Kodansha in einzelnen Kapiteln veröffentlicht. Der Verlag brachte die Kapitel seit Mai 2022 auch gesammelt in bisher 15 Bänden heraus (Stand Juni 2025). Beim Next Manga Award 2022 landete die Serie auf Platz 13 und gewann in der Kategorie für englische Übersetzungen – obwohl die Serie in den USA noch nicht verfügbar war. Ebenfalls nominiert war der Manga beim Kōdansha-Manga-Preis 2023.
Eine deutsche Übersetzung erscheint seit April 2023 bei Altraverse in bisher zwölf Bänden (Stand Februar 2025). Die Übersetzerin ist Julia Gstöttner. Auf Englisch erscheint der Manga bei Kodansha Comics, dem Ableger von Kodansha in den USA.

## Anime-Adaption
Eine Adaption als Anime soll 2025 im japanischen Fernsehen starten. Die Serie wird vom Studio Bones produziert.